# سكوت كينسي
سكوت كينسي (بالإنجليزية: Scott Kinsey)‏ هو منتج أسطوانات أمريكي، (و. م).

## وصلات خارجية
- سكوت كينسي على موقع ميوزك برينز (الإنجليزية)
- سكوت كينسي على موقع أول ميوزيك (الإنجليزية)
- سكوت كينسي على موقع ديسكوغز (الإنجليزية)